# 成功報酬
成功報酬（せいこうほうしゅう）とは、仕事が成功したことに対して支払われる報酬のこと。ここでは、特定のサービス提供に於いて目的を達したら料金を請求するが、目的に達しなかったら代金を請求しないという契約形態のことについて記述する。
成功報酬の他に、「成果報酬」（せいかほうしゅう）、「完全型報酬」（かんぜんがたほうしゅう）がある（後述の見出し内にて記述）。

## 概要
この契約形態は、目的が達成されなければ金銭の授受は行われないという契約形態であるため、目的が達成されなければ受注者側の労務が徒労に終わるリスクがある。この場合、しばしば受注者の仕事が成功すれば依頼者に莫大な利益がもたらされるが、受注者の仕事が失敗すれば受注者に報酬を支払わなくても依頼者が莫大な損害を被るケースにて、こういった契約形態が取られる傾向がある。
この場合、達成目標は事前に設定され、それを達成すれば料金が支払われるが、達成していない場合には代金が支払われないこともあって、受注者側は是が非でも目標達成に邁進するしかない訳だが、ここで成功したさいの報酬が掛かるコストを下回ることはありえない。受注者側が失敗しても成功してもどちらにしても、程度の差こそあれ損をするからである。この形態では大抵、コストを大きく上回る報酬が約束されるのが常である。
なお探偵小説やサスペンスではしばしば非合法な仕事を請け負う際などにこういった契約形態が登場することもあるが、現実に於ける探偵は成功報酬型契約では仕事を受けない。一般的な探偵は、事実の如何によらず調査期間と動員数から算出して、所定の調査期間に対する時間割報酬を請求する。

## 「成果報酬」「完全型報酬」（「成功報酬」以外の報酬形態）
- 「成果報酬」（せいかほうしゅう）

仕事の成功の有無に関わらず、仕事を行った際の成果に対して支払われる報酬のこと。依頼者が求める結果や状況になった場合にのみ報酬が発生する。成果報酬が取り入れられている業界として、営業代行やwebマーケティング業界などがある。
*成功報酬と成果報酬の相違点
成功報酬：「申込」「購入」など具体性のある最終的な結果に結び付いた場合に、依頼先に費用が支払われる。
成果報酬：「問い合わせ」「面会予約」など最終的な結果に結び付いていない結果でも、依頼先に費用が支払われる。
- 「完全型報酬」（かんぜんがたほうしゅう）

成果報酬と成功報酬において、初期費用や月額費用などの固定費要が含まれず、完全に成果・成功のみに対して支払われる報酬。成功報酬の場合は「完全成功報酬」、成果報酬の場合は「完全成果報酬」となる。

## レベニュー・シェア
実際の収益に応じて取り分が決まる成功報酬型契約の1形態のことをいう。